# Пинтя Хоробрий
Пинтя Хоробрий (рум. Pintea Viteazul, справжнє ім'я Григорє Пинтя — рум. Grigore Pintea; 25 лютого 1670, с. Мегоажа (рум. Măgoaja), повіт Клуж, Семигород — 14 серпня 1703, Бая-Маре, Мармарощина, Румунія) — ватажок загону опришків (гайдуків), румунського походження. Учасник повстання куруців. Оспіваний у румунському й українському (закарпатському) фольклорі.

## Життєпис
Народився в селі Мигоажа (угор. Hollómezõ) біля міста Деж, в родині дрібного румунського шляхтича. Був високого зросту, смаглявий лицем, із чорними очима.
Як повідомляють різні джерела, здобув добру освіту, знав кілька мов, поїздив Європою. За свідченнями сучасників, розповідав про свою участь у сутичках із татарами. Після завоювання Трансильванії Габсбурґами (1687) служив у австрійському гарнізоні.
За іншою версією, 6 травня 1689 трансільванський князь Мігай Апафі I (угор. Mihály Apafi I) надав йому шляхетський титул Пинтя де Голломезьо (Grigore Pintea de Hollómezõ).
Невідомо, що спонукало його втекти з війська (румунські історики пишуть про конфлікт Григора Пинті з місцевим панством), але 1694 року зафіксовано перший збройний напад загону опришків (гайдуків) під проводом Пинті. У листі бая-марського намісника Мікльоша Бетлена від 16 вересня 1695 згадано про напад Пинті з 35 спільниками на купців у Мармароських горах.
У звітах до Відня представники влади повідомляли про підтримку, яку Пинті надавали селяни. 21 червня 1698 Пинтя напав на замок Рона поблизу польського кордону. Кількість загиблих тоді становила 250 осіб (загін Пинті складався приблизно зі 120 добре озброєних осіб). Про боротьбу з опришками Пинті було видано кілька рескриптів цісаря Леопольда І. Пинтю оголосили поза законом.
2 січня 1700 року — Пинтю спіймали біля міста Сату-Маре (Сатмар), але через місяць генерал фон Ловенбурґ випустив його зі сатмарської в'язниці під обіцянку повернути товар пограбованим грецьким купцям (якої Пинтя не додержав).
1701 рік — вийшов рескрипт цісаря Леопольда з обіцянкою винагороди в 500 талерів тому, хто полонить Григора Пинтю (один із примірників відповідного оголошення зафіксовано в Закарпатському обласному державному архіві).
1703 рік — Григор Пинтя долучився до антигабсбурзького повстання куруців під проводом Ференца Ракоці II. Ракоці надав Пинті, якого називав «Хоробрим», звання капітана і призначив керівником повстання на теренах Марамороської та Сатмарської жуп. Навесні в руках куруців уже були Сатмар, Деж, Бистриця й Сигіт. У серпні повстанці взяли в облогу головне місто Мармарощини — Бая-Маре, де містилася цісарська скарбниця.
Капітан Пинтя Хоробрий загинув під час атаки на Бая-Маре. Він був застрелений біля вежі М'ясників. Існують різні версії смерті колишнього опришка. За однією, 14 серпня він загинув від рук своїх колишніх товаришів. За іншою, 14 серпня Пинтя був лише поранений і взятий у полон, а 22 серпня його розстріляли. Відомо, що капітана поховали під мурами без належних почестей, як державного злочинця.

## Григор Пинтя у фольклорі
Постать Пинті Хороброго була популярна серед селян-кріпаків — як румунів, так і русинів. Він став «мармароським Робін Гудом», його подвиги оспівані в піснях і казках, які розповідають, як Пинтя відбирав гроші в багатих і роздавав бідним.
Розповіді про опришка Пинтю, зокрема, побутують в українському фольклорі Мармарощини. Легенди, присвячені йому, записані в селах Новоселиця (Тячівський район) і Горінчово (Хустський район) і опубліковані відомими фольклористами Олександром Маркушем і Петром Лінтуром.
Відомою на Закарпатті є народна обрядова пісня «Сидить Пинтя у темниці». Цей факт справді був у біографії опришка, коли його 1700 року заточили в Сатмарську (Сату-Марську) фортецю.
Також відомі легенди «Про Пинтю-капітана», «Як Пинтя дістав силу і як її втратив», «Про життя і смерть Пинті», «Велятин — на честь Пинті», «Як Пинтя передав свою силу Довбушеві» та співанка-хроніка про Пинтю, записані Іваном Сеньком у різних селах Хустського, Міжгірського, Виноградівського й Іршавського районів Закарпаття у 1968–1969.
При штурмі Хустського замку Пинтя Хоробрий, за легендою, зробив гармату з колоди і націлив її в бік замку з гори Чабрин (варіант — гора Пинтєва Студна), розташованої навпроти Замкової гори в Хусті. Першим пострілом пробив дах замку, а другим — зруйнував сам замок. Насправді повстанці в серпні 1703 року дійсно оволоділи Хустським замком, але це сталося через кілька днів після загибелі самого Пинті.
Легенди кажуть, що Григор Пинтя був зачарований і невразливий для всіх видів зброї, і його можна було убити лише срібною кулею.
У горі Гутей, неподалік села Кричешть (рум. Crăceşti), Пинтя Хоробрий та його люди нібито викопали печеру, де зберігали золото та зброю. Кажуть, що вхід у печеру, закритий залізними дверима, можна побачити раз на 7 років.
У старовинній дерев'яній церкві св. Миколи Чудотворця румунського села Будешті досі зберігають сорочку, кольчугу та шолом Пинті Хороброго, а в історичному музеї Бая-Маре — його зброю й упряж.
Ходила легенда, що Пинтю кинули в підземелля Хустського замку. Перебуваючи в підземеллі Пинтя почув якийсь шурхіт, придивившись у темряві, він побачив вовка. Пинтя вчепився за хвіст звіра і він його вивів з підземелля аж до Тиси. Вийшовши він став вільним.[джерело?]

## Українська радянська енциклопедія про Пинтю
УРЕ 1982 року пише таке: «Пинтя — роки народження і смерті невідомі. Ватажок загону опришків. У 1701 році Пинтя організував на Закарпатті опришківський загін, яким керував до 1704 року. Пинтя брав участь у повстанні куруців, яке вибухнуло в 1703 році в Угорщині і Трансільванії. У 1704 році до загону Пинті приєдналися покутські опришки на чолі з І. Пискливим. Об'єднаний загін опришків під керівництвом Пинті діяв у Коломийському повіті і здобув м. Косів. Образ Пинті оспіваний у народних піснях».
Історія про те, як 1704 року загони Г. Пинті та І. Пискливого спільно взяли Косів, наведена в УРЕ, не відповідає дійсності, бо Пинтя загинув за рік до того. Ймовірно, радянські історики (на відміну від румунських) більше базувалися на фольклорі, ніж на документах. Саме тому УРЕ навіть не відомі дати життя Пинті.

## Пам'ять
1997 року в місті Бая-Маре, під мурами якого загинув Пинтя, йому відкрили пам'ятник.

## Фільми, вистави про Пинтю
«Pintea» [Архівовано 12 січня 2009 у Wayback Machine.], 1976, Румунія.
Режисер: Мірча Молдован; у головній ролі — Флоріан Персік. У радянському прокаті йшов під назвою «Честь гайдука»
2020 року в Закарпатському обласному театрі драми і комедії (Хуст) поставили виставу-мюзикл для сімейного перегляду «Легенда про Пинтю» за п'єсою Олександра Гавроша «Славний отаман Пинтя-капітан». Режисер — В'ячеслав Давидюк. https://theatre.com.ua/legenda-pro-pintyu

## Українські книги про Пинтю
- Гаврош О. Пригоди тричі славного розбійника Пинті. — Л. : Видавництво Старого Лева, 2008. — 280 с. — (Українська сила) — ISBN 978-966-2909-36-4.. Ця книга ужгородця Олександра Гавроша перемогла в номінації «Твори для середніх і старших школярів» у Всеукраїнському рейтингу «Книжка року 2008».
- Дитячі роки Григора описані в книзі для дітей «Олександр Гаврош про Григора Пинтю, Олександра Духновича, Івана Силу, Адальберта Ерделі, Августина Волошина» / Олександр Гаврош; художник Ірина Шумова. — К.: Грані-Т, 2011. — 120, [8] с. : іл. — (Життя видатних дітей). — 2000 прим. — ISBN 978-966-2923-77-3
- Гаврош О. Розбійник пинтя у Заклятому місті / Олександр Гаврош; художник Максим Паленко. — К. : А-ба-ба-га-ла-ма-га, 2013. — 304 с. — ISBN 978-617-585-057-2.